# Chopicalqui
Der Chopicalqui, ein Name der sich aus den Quechuaworten Chawpi für „Mitte“ und kallki für „Tobel, Schlucht“ ableitet, liegt in der Cordillera Blanca in den Anden in der Provinz Yungay und ist mit einer Höhe von 6354 m der sechst höchste Berg Perus. Der Chopicalqui liegt im Nationalpark Huascarán. Der Huascarán ist im Osten mit dem Chopicalqui (6354 m) topographisch verbunden.

## Geschichte
Der Chopicalqui wurde am 3. August 1932 unter der Leitung von Philipp Borchers zusammen mit Erwin Schneider, Hermann Hoerlin und dem Grazer Ingenieur Erwin Hein über den Südwestgrat erstmals bestiegen.

## Routen
Der Chopicalqui kann über vier ausgeprägte Grate erreicht werden. Die Normalroute führt über den Westgrat. Die Aufstiegsroute führt zunächst durch die schattige Südseite.